# Desmodium ferrugineum
Desmodium ferrugineum är en ärtväxtart som beskrevs av George Henry Kendrick Thwaites. Desmodium ferrugineum ingår i släktet Desmodium och familjen ärtväxter.

## Underarter
Arten delas in i följande underarter:
- D. f. ferrugineum
- D. f. wynaadense